# Ефремова, Светлана Анатольевна
Светла́на Анато́льевна Ефре́мова (с 1991 года известна как Svetlana Efremova; род. 1970, Новосибирск) — американская (советского происхождения) актриса театра, кино и телевидения.

## Биография
Светлана Ефремова родилась в 1970 году (точная дата неизвестна) в Новосибирске (СССР). Окончила Ленинградский государственный институт театра, музыки и кинематографии, мастерская Куницына. Стала актрисой Театра юных зрителей имени А. А. Брянцева, работала в театре-студии «Время». В 1988 году впервые снялась в кино — в сатирической комедии «Фонтан», но это осталось её единственной работой в советском кинематографе, так как в 1991 году (за две недели до августовского путча) актриса эмигрировала в США.
Там она окончила Йельскую школу драмы, играла в различных театрах. С 1997 года начала сниматься в телесериалах, с 2000 года — в кинофильмах. По состоянию на май 2025 года сыграла роли в примерно 50 фильмах и сериалах. Основной актёрский образ — русские или другие славяне. С 2004 года начала периодически возвращаться на родину и сниматься в российских кинолентах (по крайней мере, это было в 2004 и 2009 годах).
Профессор, преподаёт актёрское мастерство в Калифорнийском университете в Фуллертоне.
Ефремова очень скрытна в отношении своего года рождения (1970, но не исключено, что 1960—1962), родителей, возможных братьев и сестёр.
Личная жизнь
Ефремова замужем за человеком по имени Патрик Рид, есть сын Джозеф и дочь Вероника.

## Фильмография

### Широкий экран
- 1988 — Фонтан — Маша
- 2000 — Принц Центрального парка[англ.] / Prince of Central Park — мать Софии
- 2002 — Белый олеандр / White Oleander — Рина Грушенка
- 2002 — Телефонная будка / Phone Booth — Эрика
- 2004 — Время жатвы — певица
- 2005 — Остров / The Island — акушерка
- 2006 — Бунтарка / Stick It — Дорри
- 2006 — Старший сын / The Elder Son — Вера
- 2009 — Без названия[англ.] / (Untitled) — русская певица
- 2009 — Фига.Ro — террористка
- 2022 — Модель — Линда

### Телевидение
- 1997, 2003 — Практика / The Practice — миссис Вьорка • Рина (в 2 эпизодах)
- 2002 — Защитник / The Guardian — Мария Брачик (в эпизоде Solidarity[англ.])
- 2002 — Западное крыло / The West Wing — Людмила Косс из «Новой газеты» (в эпизоде Enemies Foreign and Domestic)
- 2003 — Сильное лекарство / Strong Medicine — Коррина (в 3 эпизодах[англ.])
- 2003 — Проект «Ельцин» / Spinning Boris — Татьяна Дьяченко
- 2003 — Без следа / Without a Trace — Елена Цеткович (в эпизоде Prodigy)
- 2003 — Детектив Раш / Cold Case — домовладелица (в эпизоде Fly Away)
- 2004 — Умерь свой энтузиазм / Curb Your Enthusiasm — Нина (в эпизоде The Weatherman[англ.])
- 2004 — Новая Жанна д’Арк / Joan of Arcadia — доктор Жанны (в эпизоде Silence)
- 2004 — Скорая помощь / ER — нетерпеливая женщина (в эпизоде Time of Death)
- 2004—2005 — Справедливая Эми / Judging Amy — Надя Пацайкина (в 2 эпизодах)
- 2006—2007 — Детектив Монк / Monk — Ульман, медсестра (в 2 эпизодах[англ.])
- 2007 — Молодые и дерзкие / The Young and the Restless — туристический гид (в эпизоде #1.8583)
- 2008 — Грязь / Dirt — Анна Карпова (в эпизоде Ties That (Don’t) Bind)
- 2010 — Ищейка / The Closer — Флория Стенцель (в эпизоде Old Money)
- 2011, 2013 — Следствие по телу / Body of Proof — разные роли (в 2 эпизодах)
- 2013 — Мотив / Motive — доктор Моника Харпер (в эпизоде Out of the Past[англ.])
- 2013 — Сделай это / Work It — медиум (в эпизоде Immaculate Deception)[9]
- 2014 — Бесстыжие / Shameless — Саша (в эпизоде Strangers on a Train)
- 2015 — Американцы / The Americans — Зинаида Преображенская (в 6 эпизодах)
- 2016 — Риццоли и Айлс / Rizzoli & Isles — Кэтрин Ульманис (в эпизоде East Meets West)
- 2016 — ОА / The OA — Зоя (в эпизоде New Colossus)
- 2017 — Новый агент Макгайвер / MacGyver — Оливия Прайор (в эпизоде Ruler)
- 2017 — Чёрный список: Искупление / The Blacklist: Redemption — Грушенка (в эпизоде Independence, U.S.A.)
- 2017 — Карточный домик / House of Cards — Надя Суркова (в эпизоде Chapter 61)
- 2017 — Отважные / The Brave — работница бани (в эпизоде Moscow Rules)
- 2017 — Спецназ / SEAL Team — Катя (в эпизоде Rolling Dark)
- 2017—2018 — Морская полиция: Лос-Анджелес / NCIS: Los Angeles — Владлена Соколова (в 2 эпизодах)
- 2020 — Цепляясь за лёд / Spinning Out — Даша Фёдорова, тренер по фигурному катанию (в 10 эпизодах)
- 2021 — Пожарная часть 19 / Station 19 — Ленья Хьюз (в 2 эпизодах)
- 2023—2024 — Ради всего человечества / For All Mankind — Ирина Морозова (в 10 эпизодах)